# Dyenmonus confusus
Dyenmonus confusus är en skalbaggsart som beskrevs av Aurivillius 1908. Dyenmonus confusus ingår i släktet Dyenmonus och familjen långhorningar. Inga underarter finns listade i Catalogue of Life.